# پلیش
پُلیش یا پولیش (به انگلیسی: plush) پارچه‌ای پرزدار، کرک‌دار و پشمالو شببیه مخمل است.
امروزه پلیش را با الیاف مصنوعی مثل پلی‌استر تولید می‌کنند. از کاربردهای رایج این پارچه، تهیهٔ عروسک‌های توپر است که به عروسک‌های پولیشی موسومند.